# Spheciospongia capensis
Spheciospongia capensis är en svampdjursart som först beskrevs av Carter 1882.  Spheciospongia capensis ingår i släktet Spheciospongia och familjen borrsvampar. Inga underarter finns listade i Catalogue of Life.